# Laokont (El Greco)
Laokont je manirističko ulje na platnu koje je naslikao El Greco oko 1610. do 1614. godine, a koja prikazuje grčko-rimsku mitološku priču o smrti Laokonta, trojanskog Posejdonovog svećenika i njegova dva sina Antifanta i Timbreja. Prema predaji, Laokonta i njegove sinove usmrtile su morske zmije koje su bogovi poslali kao kaznu nakon što je Laokont pokušao upozoriti svoj narod na zamku, trojanskog konja. U Vergilijevoj Eneidi opisano je kako je Laokont bacio koplje na drvenog konja izrekavši: „Bojite se Grka i kad darove donose!” Njegove riječi i djelo razljutili su neke bogove koji su na njega i njegove sinove poslali morske zmije.
Slika je jedino djelo El Greca s mitološkom tematikom. Nastala je na kraju umjetnikova putovanja po Sredozemlju, a inspirirano je nedavnim otkrićem skulpture Laokontove skupine iz prvog stoljeća, koju je umjetnik vidio u Rimu.
El Greco je na dramatičan, gotovo apokaliptičan način prikazao smrt Laokonta i njegovih sinova. Njihova sablasno blijeda tijela u kontrastu su sa slikovitim krajolikom. Laokont, središnja figura slike, leži u agoniji na valovitim i mračnim stijenama prednjeg plana. Nalazi se uz mrtvo, zaobljeno i napeto tijelo svog sina dok mu zmija napada glavu, u čudnom je položaju, neprirodno ispruživši nogu. S lijeve strane, Laokontov sin se izvija od boli koju mu zmija nanosi. S desne strane nalaze se Apolon i Artemida koji gledaju taj grozan prizor. El Greco je iskrivio pravila proporcija prikazujući mitološke likove kao izdužene, iskrivljene figure koje svojom mutnom žutom i zelenom bojom ulijevaju osjećaj patnje i nemira. Mračne, zloslutne stijene prednjeg plana pridonose dojmu jake emotivne atmosfere boli.
U sredini platna može se vidjeti silueta konja, koja simbolizira trojanskog konja. Slijedi panorama grada Toleda koja zamjenjuje Troju. El Greco prikazuje grad Toledo kao svijet patnje kroz dominantne sive tonove boje i vrtložne oblake. Prijeteće nebo se nadvija nad Toledom i stvara jezivu pozadinu koja pridonosi patnji prednjeg plana. Visoka linija horizonta i stojeće figure na krajevima slike stvaraju dominantno okomitu kompoziciju.
Istu panoramu je El Greco prikazao i na slikama Pogled na Toledo (dvije verzije) ili u različitim verzijama Raspeća. Postavljanje pogleda na grad Toledo kao pozadine povezano je s legendom o osnivačima grada, pridošlicama iz Troje, Telamona i Bruta.
El Greco nije dovršio djelo, a dvije druge verzije ove teme zabilježene su u popisu napravljenom 1614. godine. Te su figure vjerojatno trebali biti bogovi koji su promatrali smrt svećenika. Lik u prvom planu u ruci drži jabuku, što sugerira da su trebali biti Helena i Paris. Nakon konzervatorskog rada, otkrivena je treća glava koju je sam umjetnik naslikao, a što bi mogla biti drugačija verzija glave lika u prvom planu. U istom su radu otkrivene platnene trake koje su prekrivale genitalije dva krajnja lika, a naslikane nakon slikarove smrti.

## Vanjske poveznice
|  | Zajednički poslužitelj ima još gradiva o temi Laokont (El Greco) |